# رابرت جندروش
رابرت جندروش (انگلیسی: Robert Jendrusch؛ زادهٔ ۲۸ مهٔ ۱۹۹۶) بازیکن فوتبال اهل آلمان است.
از باشگاه‌هایی که در آن بازی کرده‌است می‌توان به باشگاه فوتبال ارتسگبیرگ آئو اشاره کرد.